# Braníčkov
Braníčkov (německy Branitschau) je malá vesnice, část obce Velhartice v okrese Klatovy v Plzeňském kraji. Nachází se asi tři kilometry západně od Velhartic. Braníčkov leží v katastrálním území Nemilkov o výměře 6,74 km².
V Braníčkově se nachází velké welness centrum, které nabízí vířivky, sauny, bazény, bowling, kulečník a nebo minigolf.

## Historie
První písemná zmínka o vesnici pochází z roku 1555.

## Obyvatelstvo
| Rok            | 1869 | 1880 | 1890 | 1900 | 1910 | 1921 | 1930 | 1950 | 1961 | 1970 | 1980 | 1991 | 2001 | 2011 | 2021 |
| -------------- | ---- | ---- | ---- | ---- | ---- | ---- | ---- | ---- | ---- | ---- | ---- | ---- | ---- | ---- | ---- |
| Počet obyvatel | 58   | 54   | 55   | 59   | 61   | 67   | 51   | 34   | 32   | 21   | 12   | 5    | 7    | 1    | 1    |
| Počet domů     | 8    | 8    | 8    | 8    | 8    | 8    | 8    | 16   | 16   | 7    | 5    | 4    | 6    | 5    | 6    |

## Obecní správa
Při sčítání lidu v letech 1850–1976 Braníčkov byl osadou obce Nemilkov, se kterým patřil nejprve do okresu Sušice, ale v letech 1880–1930 v okrese Klatovy, posléze v roce 1950 znovu v okrese Sušice a od roku 1960 opět v okrese Klatovy. Od 30. dubna 1976 je částí obce Velhartice v okrese Klatovy.

## Galerie

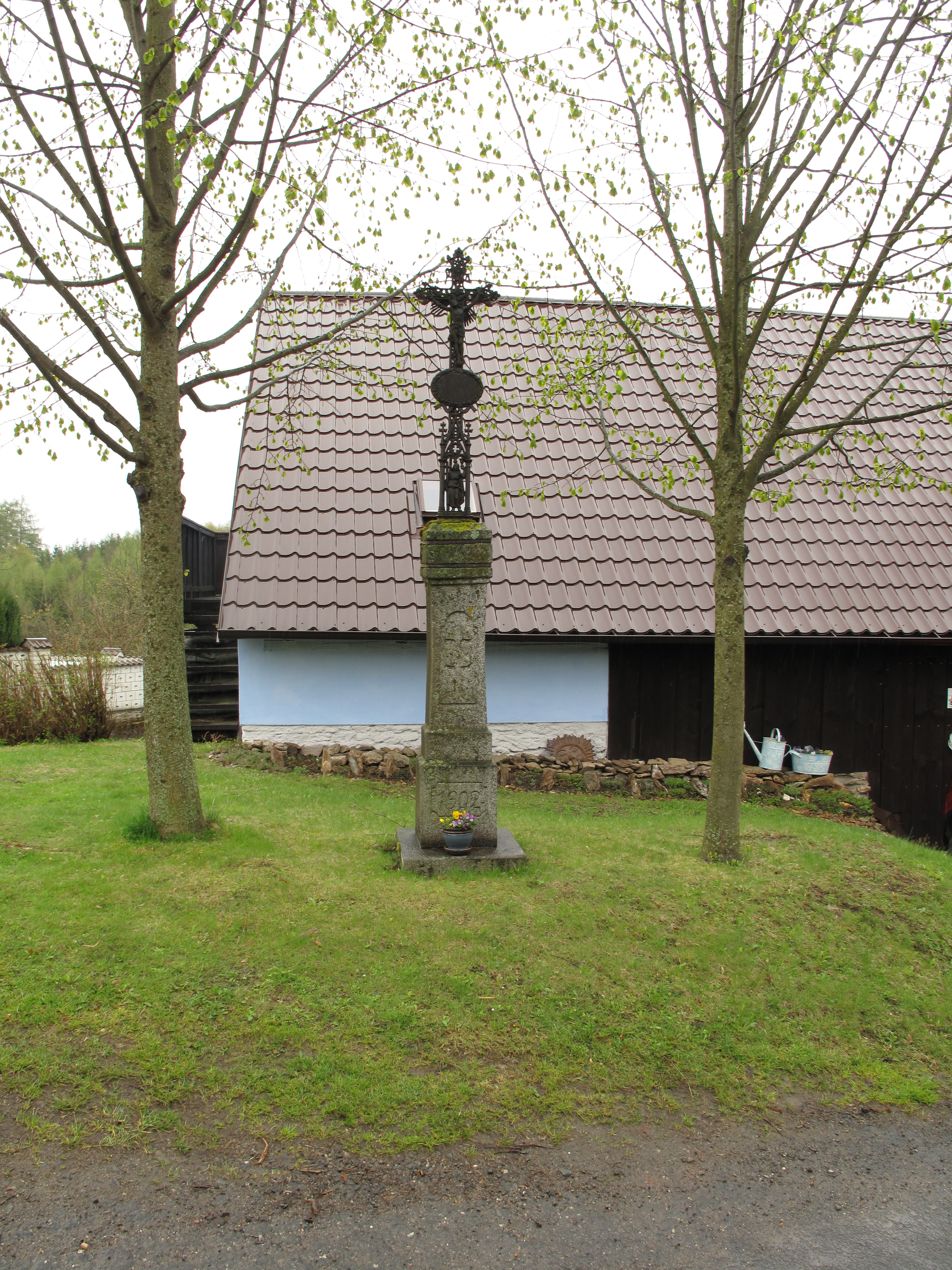
Boží muka
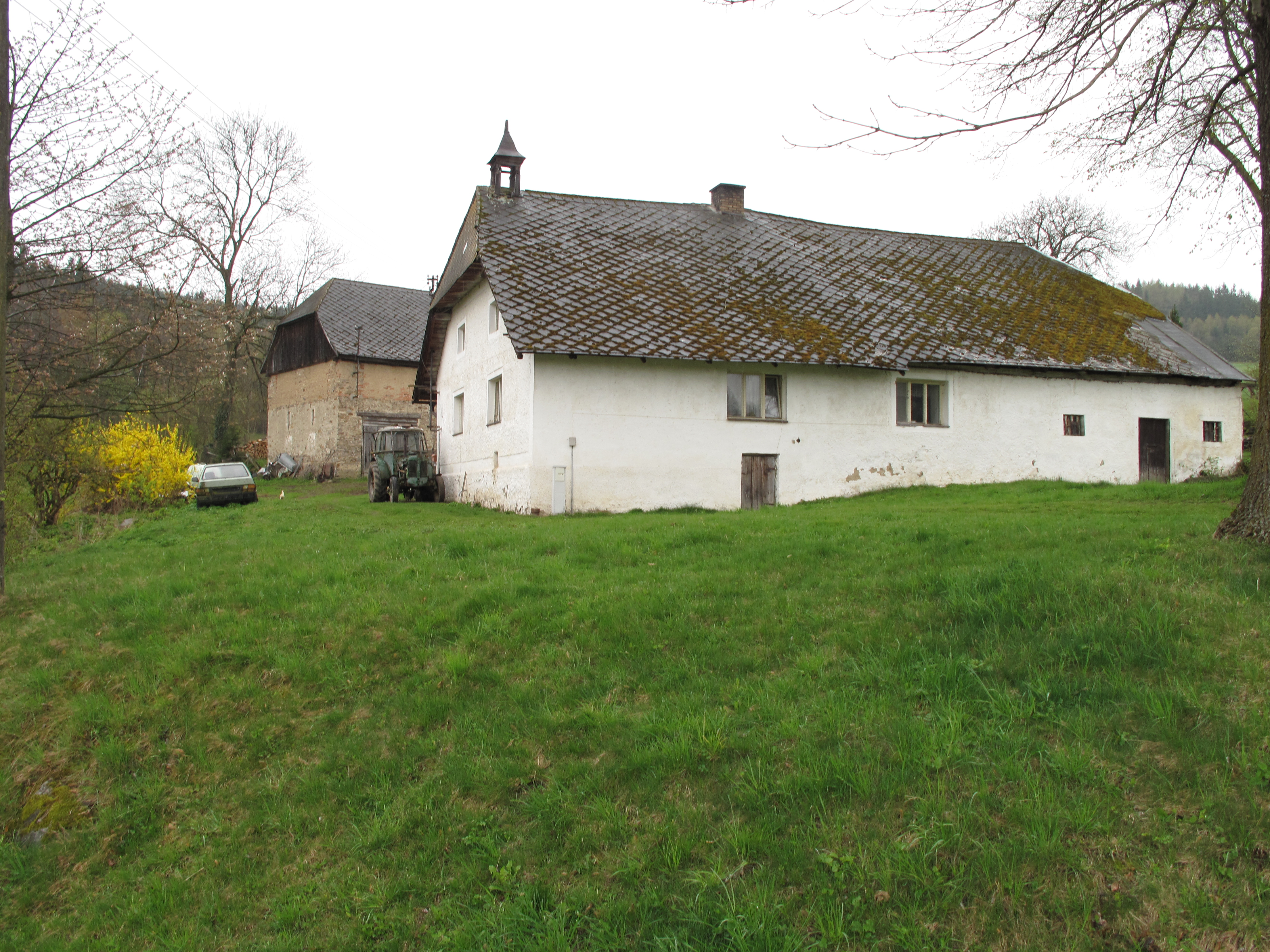
Dům
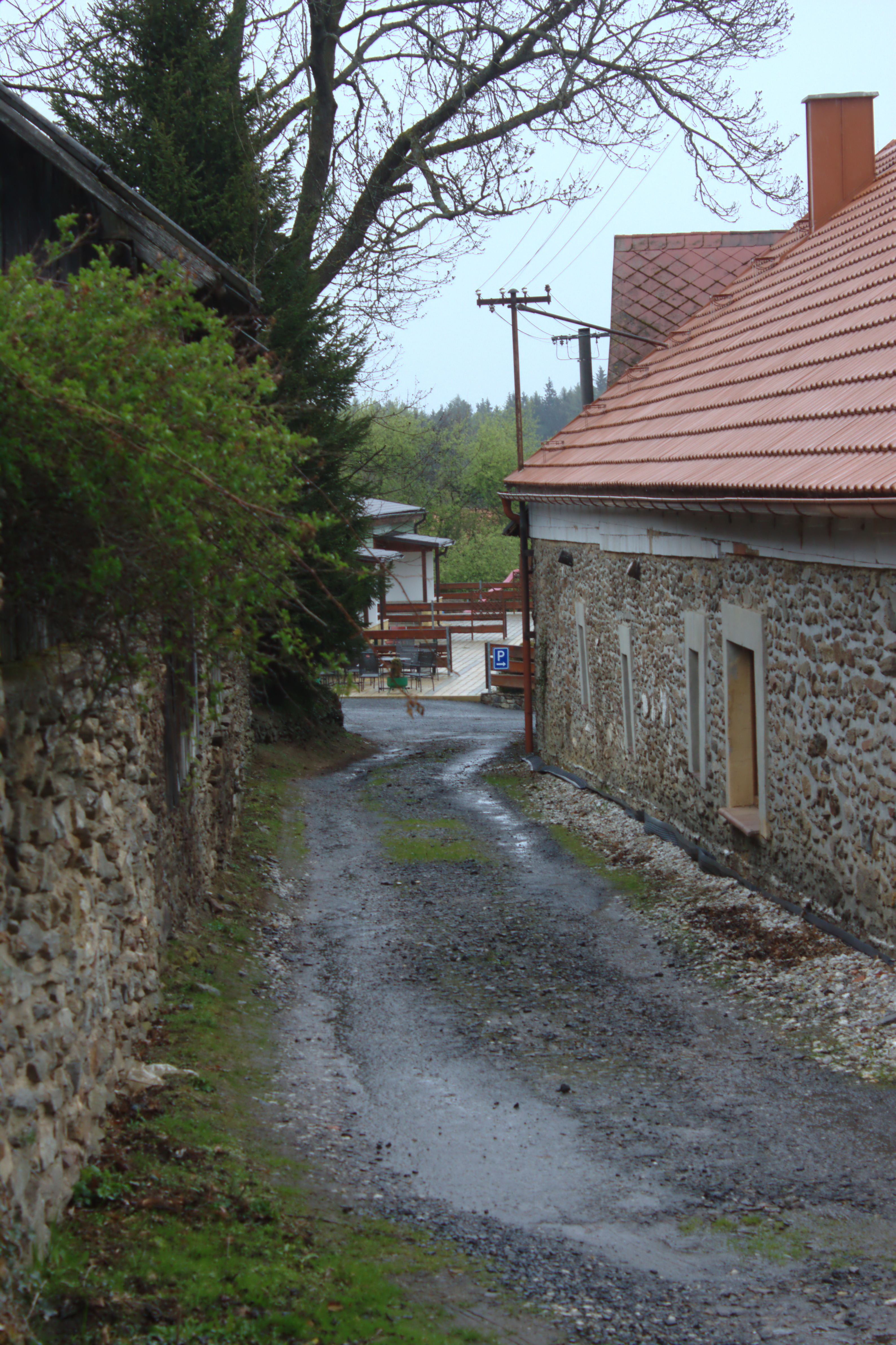
Cesta